# Even Dozen Jug Band
Even Dozen Jug Band fue una banda de música folk estadounidense formada en Nueva York en 1963 por Stefan Grossman y Peter Siegel.

## Historia
La banda fue formada en pleno auge del movimiento "folk revival" de los años 60 en Nueva York por los guitarristas Stefan Grossman y Peter Siegel. A pesar de su efímera existencia, a penas un año, la formación tuvo una gran repercusión debido a la exitosa carrera musical que posteriormente desarrollarían algunos de sus componentes. A Grossman y Siegel se unieron un grupo de jóvenes músicos compuesto por David Grisman (mandolina), Steve Katz (posteriormente miembro de Blood, Sweat & Tears), Maria Muldaur, Joshua Rifkin (futuro arreglista de Scott Joplin) y John Sebastian (posteriormente miembro de Lovin' Spoonful).
Grabaron un único álbum, The Even Dozen Jug Band, en 1964 para Elektra Records, muy bien recibido por la crítica. Antes de se disolución debido a diferencias entre los miembros de la banda que querían dedicarse profesionalmente a la música y los que lo hacían solo por diversión realizaron unas cuantas actuaciones en directo, dos de ellas en el Carnegie Hall de Nueva York.

## Discografía
- 1964 - The Even Dozen Jug Band (Elektra Records)